# 伯爾薩納鄉

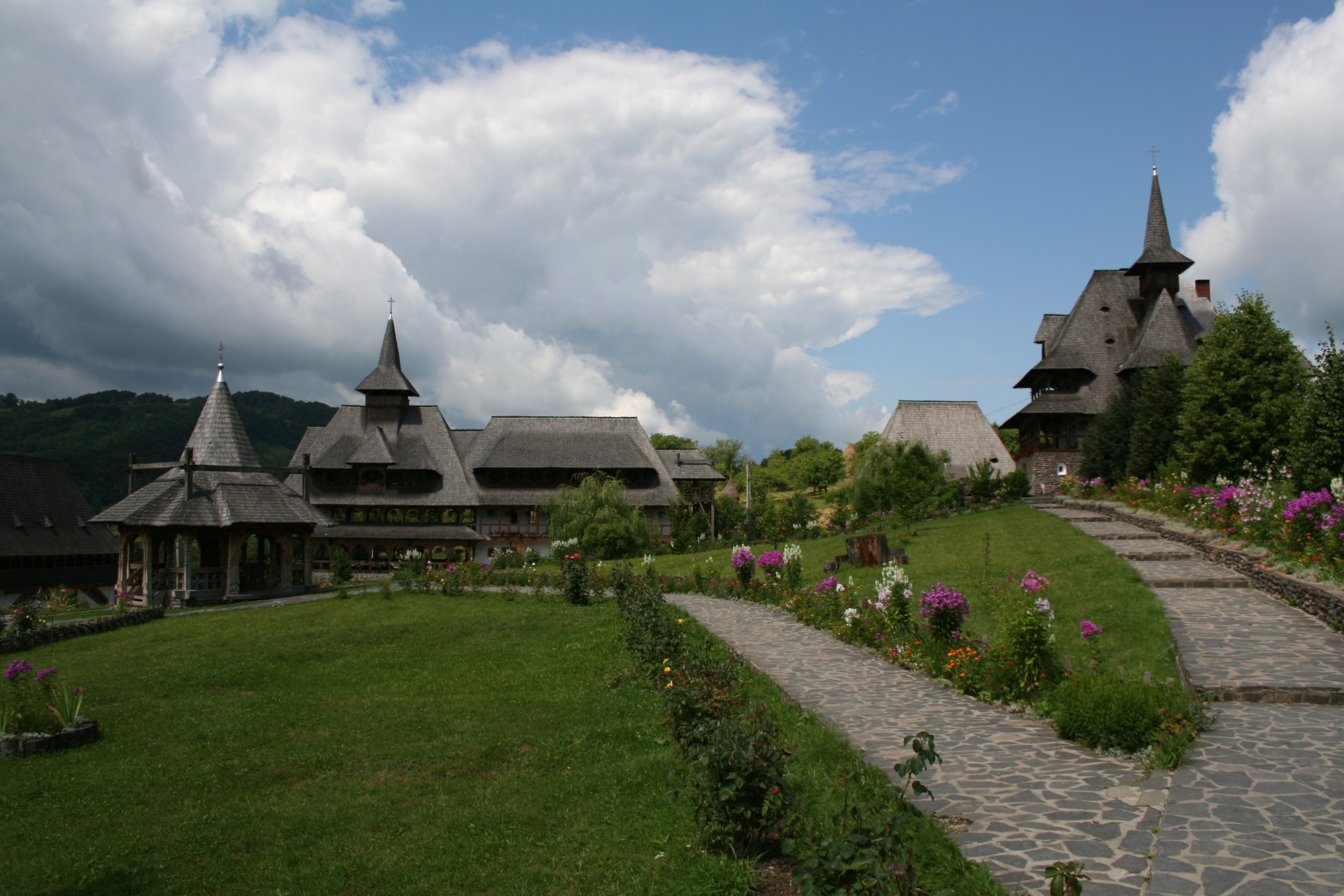

47°48′54″N 24°03′35″E / 47.81500°N 24.05972°E
伯爾薩納鄉（羅馬尼亞語：Comuna Bârsana, Maramureș），是羅馬尼亞的鄉份，位於該國西北部，由馬拉穆列什縣負責管轄，面積69平方公里，海拔高度310米，2007年人口4,864，人口密度每平方公里71人。